# Libnotes mopsa
Libnotes mopsa là một loài ruồi trong họ Limoniidae. Chúng phân bố ở miền Australasia.